# Stijn Buys
Stijn Buys, ook wel Christina Buys genoemd (Nijmegen, ? - Nijmegen, 1557 of 1558), was de stichteres van het Nijmeegse Burgerweeshuis.

## Biografie
Stijn Buys was getrouwd met Gerrit Buys. Hij overleed op 30 mei 1543 toen hij tijdens een spelletje kaart in herberg de Boet werd doodgestoken door de waard. Stijn Buys betrok een huurwoning boven de Meipoort aan de Lage Markt. Waarschijnlijk was het huwelijk kinderloos. Op 11 maart 1554 liet zij haar testament opmaken. In dit testament liet ze giften aan kerken en legaten aan familie en vrienden na. Wat overbleef van haar vermogen moest gebruikt worden voor de stichting van een weeshuis. Stijn Buys overleed rond 1557 en is begraven in de Grote of Sint-Stevenskerk.

## Het Burgerweeshuis

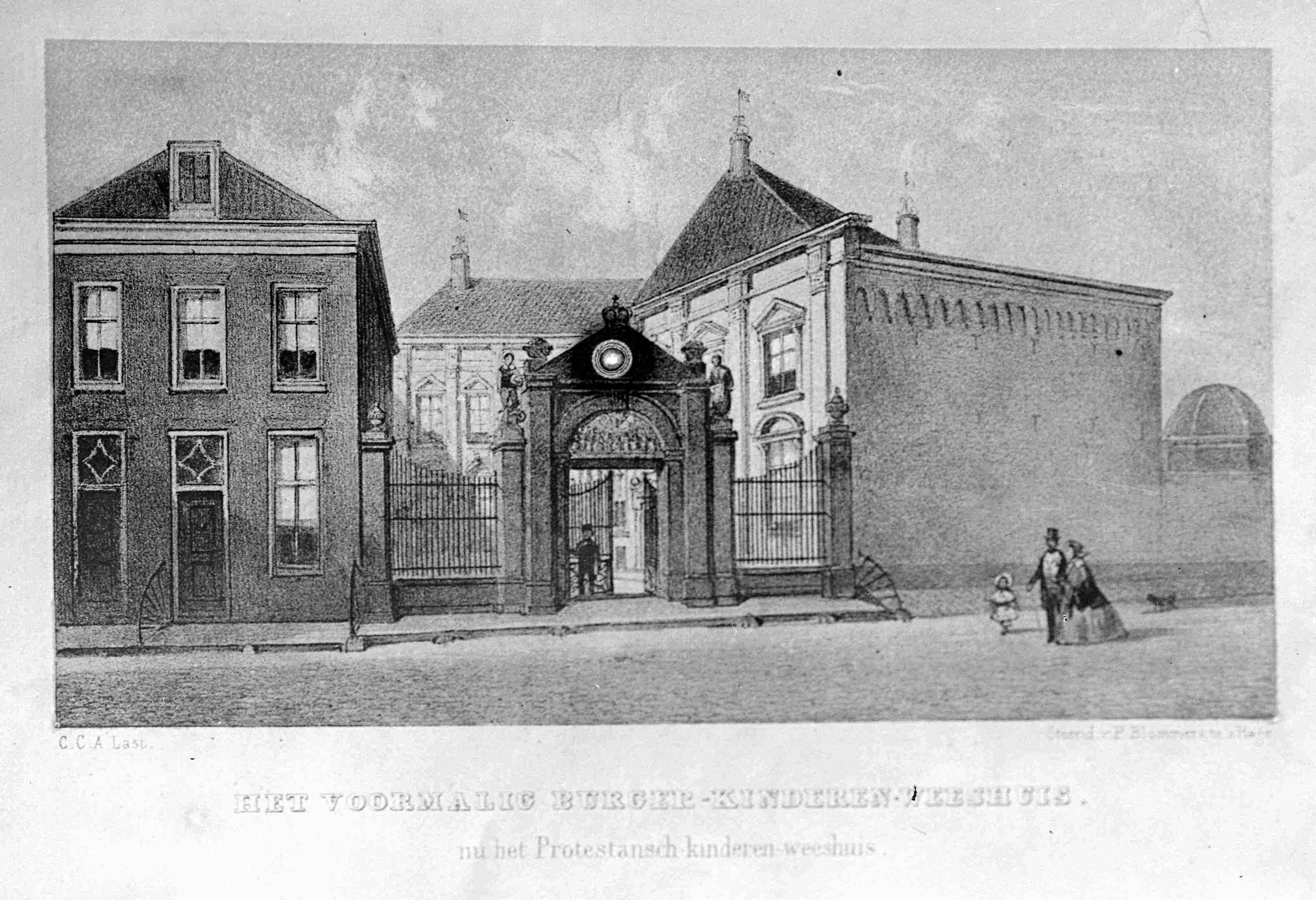
Het Burgerweeshuis aan de Begijnenstraat, Nijmegen

Na het overlijden van Stijn Buys bleek dat haar nalatenschap niet voldoende was om een huis en erf te kopen, zoals ze in haar testament had vastgelegd. Het Nijmeegse stadsbestuur en enkele rijke Nijmegenaren sprongen bij. In 1560 werd het weeshuis, toen met de naam 'Huis van de Arme Ellendige Verlaten Weeskinderen', geopend in een pand aan de Broerstraat. Er komen zes meisjes en zes jongens te wonen, maar al snel steeg het aantal weeskinderen dat moet worden opgevangen. Het weeshuis verhuisde daarom in 1562 naar een locatie aan de Begijnenstraat (toen nog Begijnengas geheten).
In het Burgerweeshuis werden alleen kinderen van Nijmeegse burgers opgenomen. Nijmegen werd in 1591 protestants, wat betekende dat katholieken geen burgerrecht meer konden verwerven. Katholieken die het burgerrecht al bezaten, behielden hun burgerrecht. Het Burgerweeshuis kreeg na 1591 een protestantse signatuur. Alle weeskinderen, katholiek en protestants, werden gereformeerd opgevoed. Voor de wezen zonder burgerrecht werd in 1638 het Arme-Kinder-Huis opgericht.

## Vernoemd
- De Stijn Buysstraat in Bottendaal, Nijmegen
- De huidige Eilbrachtstraat in het Nijmeegse Stadscentrum droeg tussen 1884 en 1886 de naam Stijn Buysstraat.[6]
- Stijn Buys Pluim voor vrijwilligers die werken met Nijmeegse jongeren in achterstandssituaties.[7]

## Publicaties
- P. Nijhoff, Schets der lotgevallen van het voormalig Burger-Kinderen-Weeshuis en Arme-Kinderen-Huis, nu Protestantsch-Kinderen-Weeshuis en Rooms-Katholijk-Weeshuis. Nijmegen 1860.
- Jan Brinkhoff, Het testament van Stijn Buys. De jongste eeuw der Beide Weeshuizen. Nijmegen 1963.
- “…Om dair in die kleijne arme verlaten weeskens in toe stellen…” Weeshuizen in Nijmegen. Geschiedenis van de stedelijke weeshuizen te Nijmegen. Nijmegen 1996.
- A.E.M. Janssen, Naar best vermogen. Een geschiedenis van twee Nijmeegse weeshuizen (1558-2008). Nijmegen 2009.
- Het Grote Geschiedenis Boek van Nijmegen. Nijmegen 2010.